# Gamagōri
Gamagōri (japanisch 蒲郡市, -shi) ist eine Stadt in der Präfektur Aichi auf Honshū, der Hauptinsel von Japan.

## Geografie

Luftbild von Gamagōri, 1987

Gamagōri erstreckt sich entlang der Mikawa-Bucht, in der 300 m vor der Küste die Insel Takeshima und knapp 3 km vor der Küste Mikawa-Ōshima liegt, die beide unbewohnt, aber bebaut sind.

## Geschichte
Die Stadt Gamagōri wurde am 1. April 1954 aus den Kleinstädten Gemeinden Gamagōri（蒲郡）, Miya（三谷） und Shiodzu（塩津） gegründet.

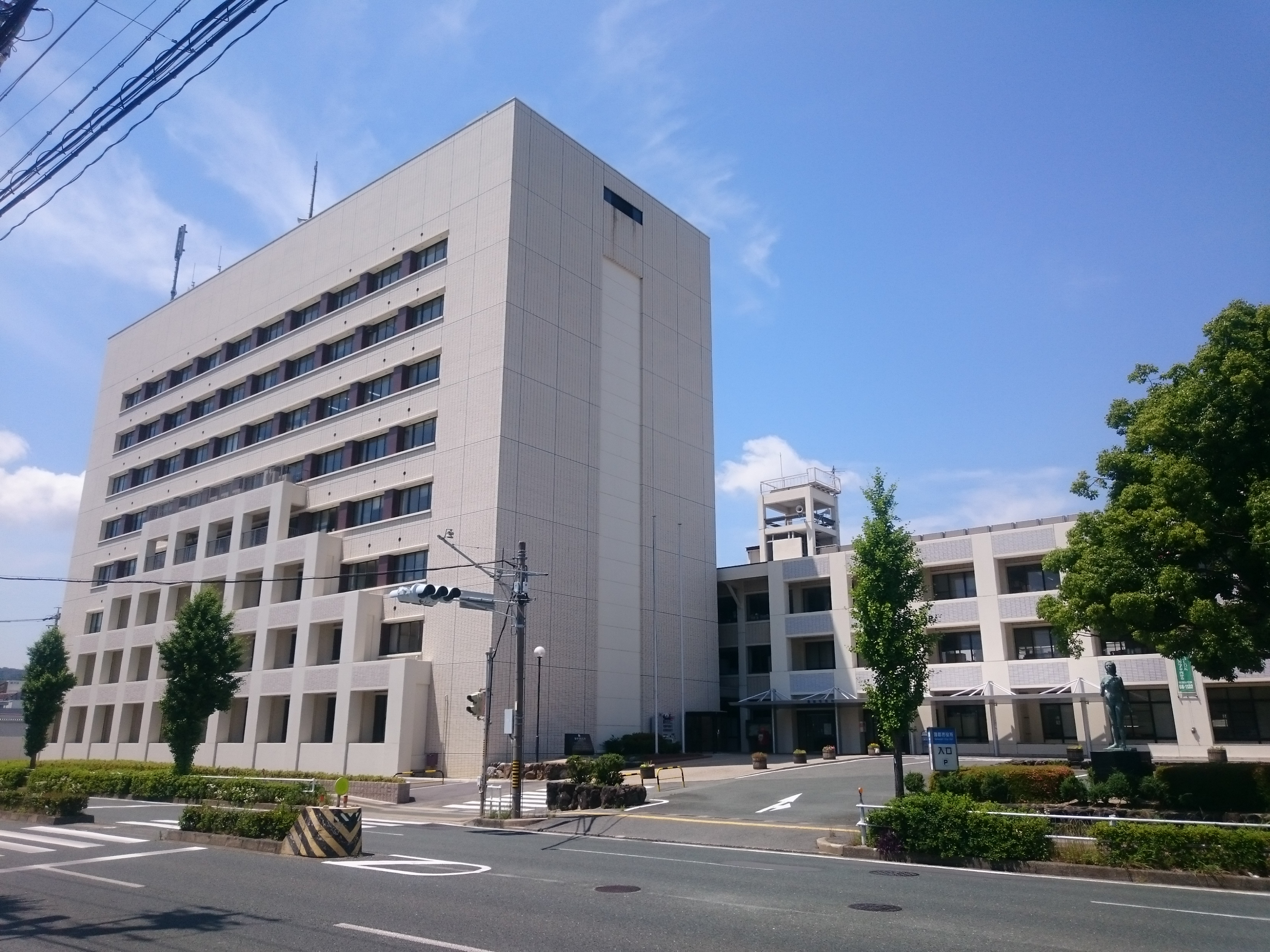
Rathaus

## Wirtschaft
Gamagōri war lange bekannt für seine Baumwoll-Produke, „Mikawa momen“, und Hanfseile. Die Stadt besitzt einen Hafen mit entsprechenden Anlagen. Sie liegt im Mikawa-Wan-Quasi-Nationalpark und zieht daher Touristen an.

## Verkehr

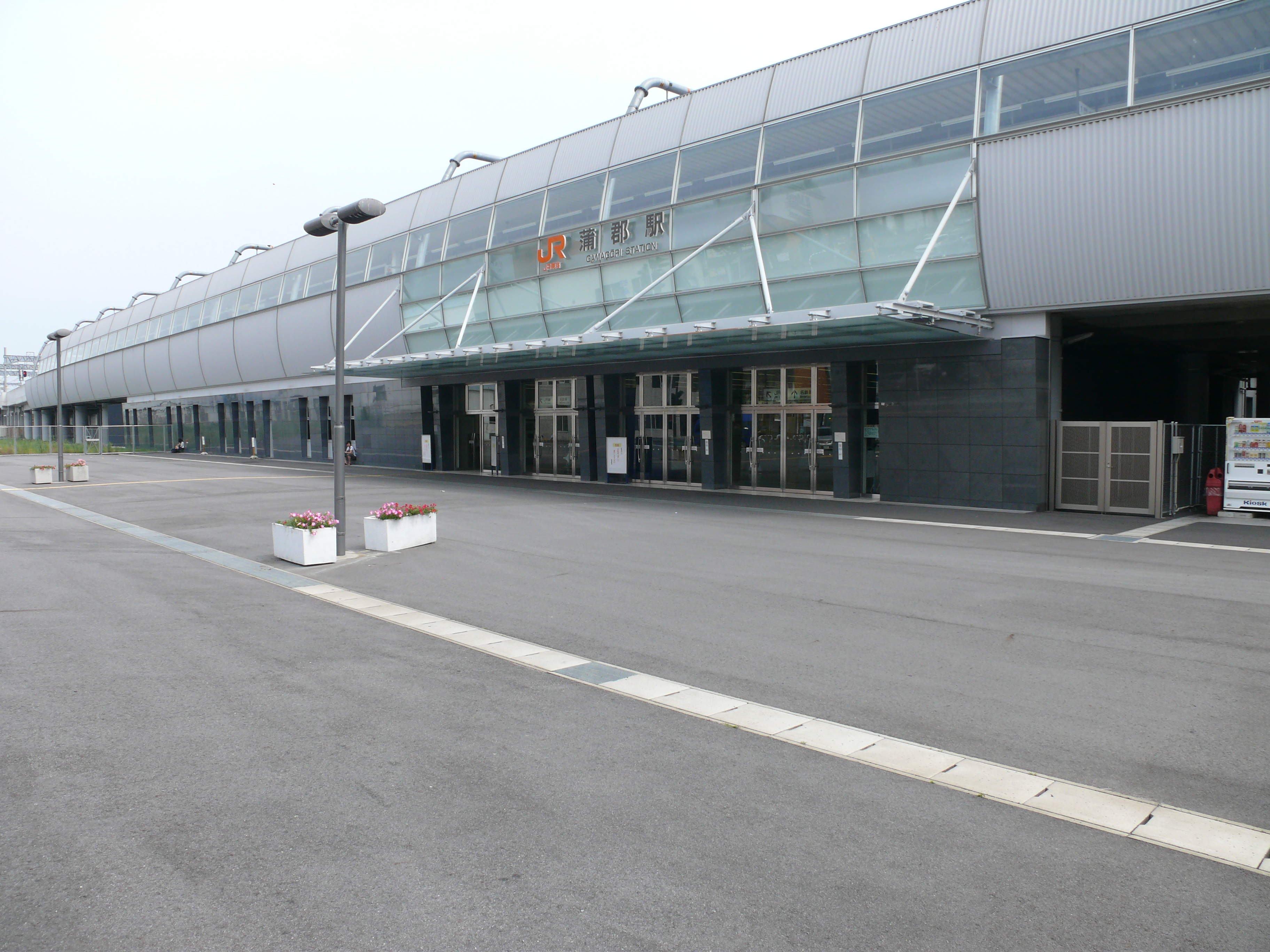
Bahnhof Gamagōri

Der Bahnhof Gamagōri liegt an der Tōkaidō-Hauptlinie der Bahngesellschaft JR Central, einer der wichtigsten Bahnstrecken des Landes. Hier beginnt auch die Meitetsu Gamagōri-Linie der Bahngesellschaft Meitetsu nach Kira Yoshida. Außerdem ist Gamagōri über die Nationalstraßen 23, 247, 248 und 473 erreichbar.

## Partnerstadt
- Gisborne (seit 1996)

## Söhne und Töchter der Stadt
- Keiichirō Hirano (* 1975), Schriftsteller
- Hiromoto Susumu (1897–1991), Maler
- Tamanoumi Masahiro (1944–1971), Sumōringer

## Angrenzende Städte und Gemeinden
- Okazaki
- Hazu
- Kōta
- Mito
- Otowa